# Zellenberg
Zellenberg é uma comuna francesa na região administrativa de Grande Leste, no departamento Alto Reno. Estende-se por uma área de 4,97 km². Em 2010 a comuna tinha 329 habitantes (densidade: 66,2 hab./km²).